# Tibet sous le contrôle administratif de la dynastie Yuan
 (septembre 2017).

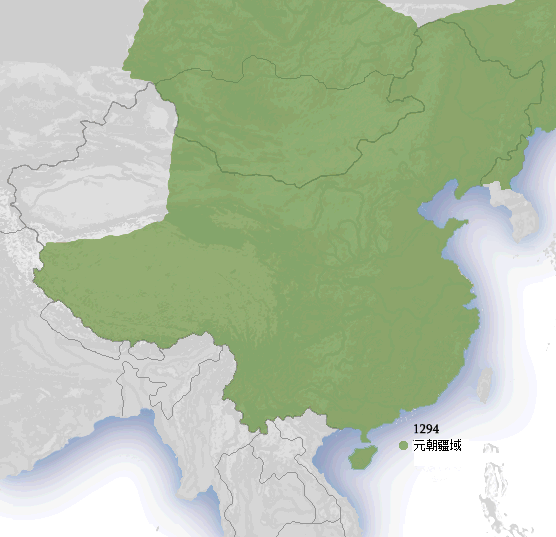
Empire de la dynastie Yuan en 1294.

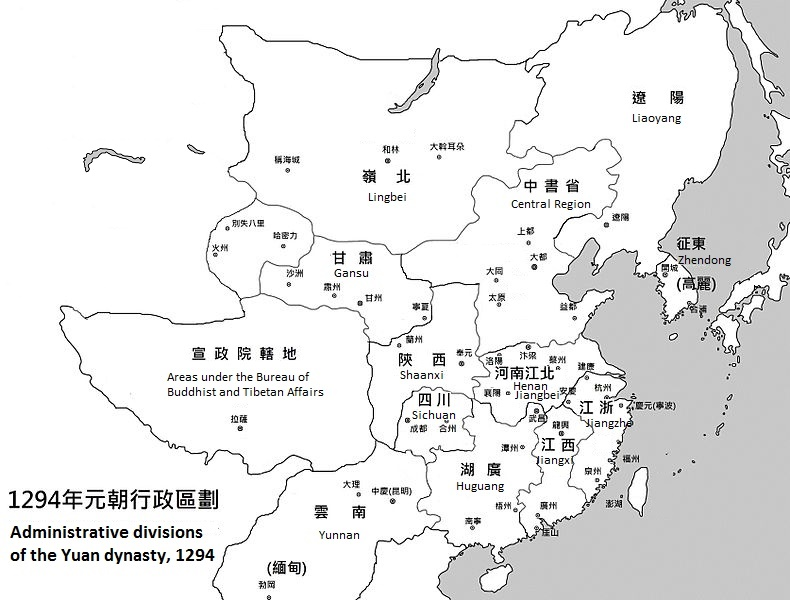
Carte des divisions administratives de la dynastie Yuan, le Plateau du Tibet est noté.

De 1270 à 1350, le Tibet se trouve sous le contrôle administratif de la dynastie Yuan à la suite de sa conquête par les chefs mongols Ködan Khan et Möngke Khan et l'unification de ses principautés religieuses et laïques. Fondée par Kubilaï Khan, la dynastie Yuan s'appuie sur la lignée des sakyapa du bouddhisme tibétain pour administrer le Tibet, recevant en échange ses enseignements spirituels. Depuis Pékin, un conseil général (xuānzhèngyuàn) administre les affaires religieuses et séculières du Tibet sous la houlette du tuteur ou précepteur impérial (dishi 帝師) nommé par l'empereur. Les régions de l'U et du Tsang sont divisées en 13 myriarchies (trikkor tchousoum), qui doivent chacune verser un tribut aux Mongols et leur fournir des soldats. À leur tête se trouvent treize myriarques (tripeun) nommés parmi les familles nobles ou les lignées religieuses.
Pour certains auteurs, toutefois, la relation du Tibet à l'Empire mongol n'est pas que celle de vassal à suzerain, mais comporte des échanges religieux, culturels, ethniques et politiques, comme le font les Mongols avec toutes leurs colonies.
Le premier précepteur impérial tibétain apporte aussi une nouvelle philosophie de gouvernance, et crée en 1268 une écriture basée sur l'écriture tibétaine, dont l'alphabet est choisi par Kubilai Khan, pour la communication universelle de l'empire, contribuant ainsi à son unification.

## Contexte

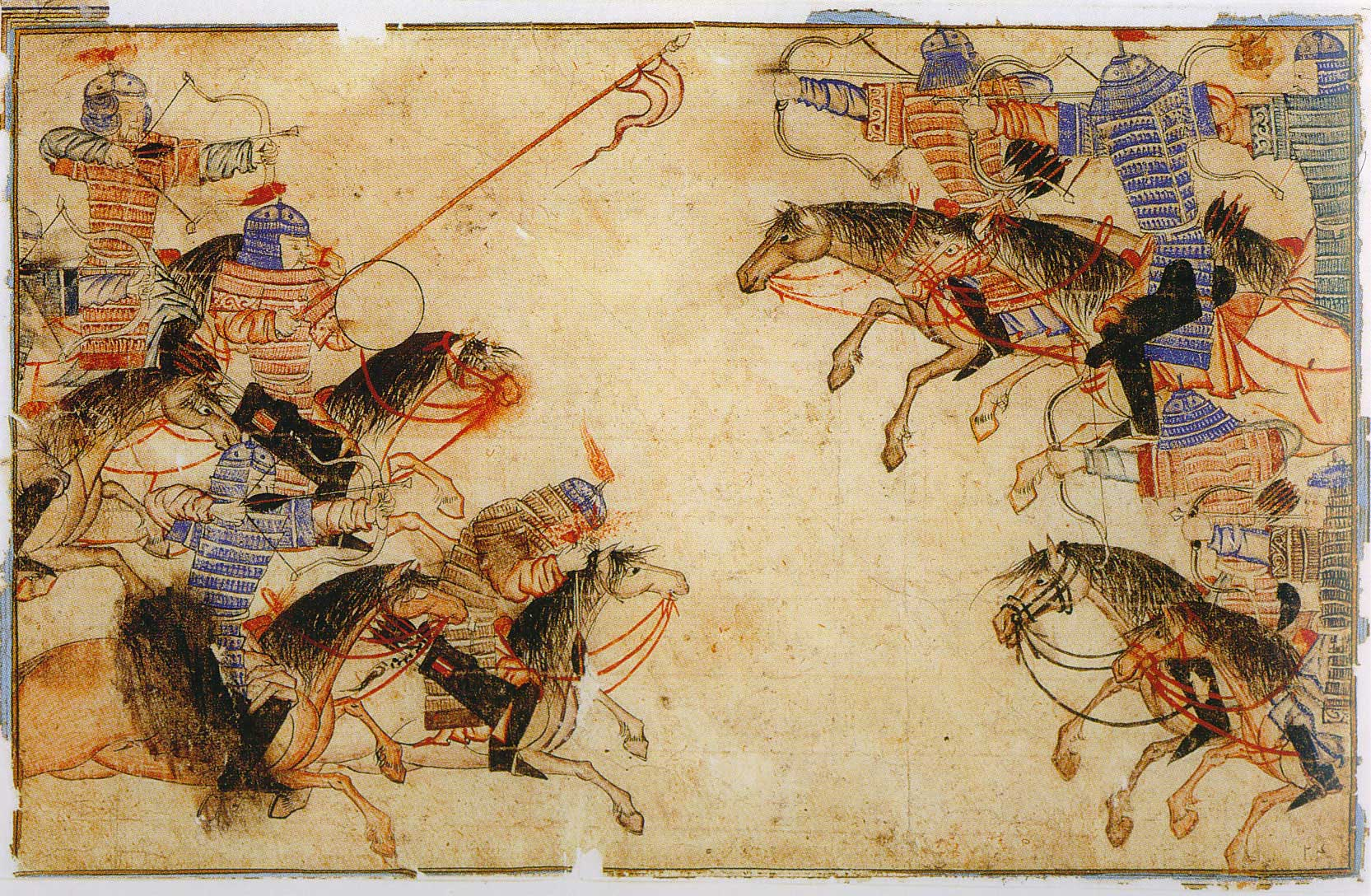
Guerriers mongols lors d'une bataille au XIV (lieu non précisé)

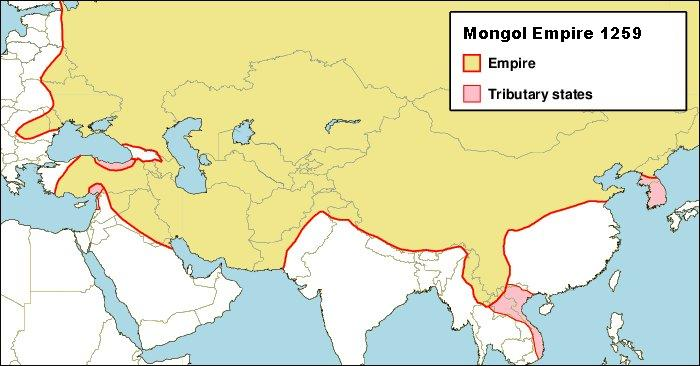
Empire mongol en 1259

En 1207, devant le déferlement des armées mongoles de Gengis Khan, des chefs tibétains – le chef des Tselpa et un roitelet de U – décident de se soumettre et de payer tribut à ce dernier pour éviter à leurs territoires d'être envahis. Cependant, à la mort du chef mongol en 1227, les chefs tibétains cessent de payer ce tribut,.
En 1227, les descendants de Gengis Khan achèvent la conquête du royaume Xixia, au Nord-Est du plateau du Tibet.
Avant 1240, il n'y a pas de contacts entre le Tibet central (Ü et Tsang) et les Mongols. Mécontent que les Tibétains aient pris prétexte de la mort de Gengis Khan pour ne plus payer le tribut convenu, Ködan Khan, petit-fils de Gengis Khan et fils d'Ögedaï Khan, décide d'envahir le Tibet en 1240. Une armée de 30 000 hommes, sous la conduite du général Doorda Darquan, atteint Phanpo au nord de Lhassa et détruit deux monastères kadampa,. Ködan Khan renonce cependant à ses projets et fait venir à sa cour, en 1244, Sakya Pandita, le chef de l'école dite sakyapa du bouddhisme tibétain, dont la renommée est parvenue jusqu'à lui, pour lui enseigner les préceptes du bouddhisme. En contrepartie, il lui confie l'autorité temporelle sur le U et le Tsang,. Selon Elliot Sperling, Sakya Pandita demande par lettre, en 1249, aux différentes personnalités tibétaines, de se soumettre à l'autorité mongole. Pour Sperling, c'est l'époque généralement considérée comme le début de la tutelle des Mongols sur le Tibet. Cependant, pour Thomas Laird, il est impossible de déterminer combien de principautés tibétaines se soumirent, l'accord de Sakya Pandita et de Ködan Khan ayant pu rester théorique.
La deuxième invasion, entre 1251 et 1253, décidée par Möngke Khan et visant à soumettre à la domination mongole toute la région jusqu'à Damxung (Dangquka), au nord-est de Lhassa, voit deux armées, l'une commandée par Khortaï, l'autre commandée par Dupeta, attaquer le pays en tenaille, tuant, pillant, incendiant des maisons, détruisant des temples,. Dandar est chargé des troupes du Sichuan et Khortaï de celles du Tibet.
En 1253, Möngke Khan envoie son frère Kubilaï Khan conquérir le royaume de Dali (aujourd'hui province du Yunnan) au Sud-Est du Tibet,,. Duan Xingzhi (段兴智), roi de Dali, se soumet, Kubilaï le laisse en liberté et lui donne le titre de Maharaja (chinois : 摩诃罗嵯, móhēluócuó, également écrit mo-ho-lo-ts'o).
Kubilai Khan succède à Möngke en 1260, conquiert la Chine de la dynastie Song du Sud en 1279 et, sacré empereur, y fonde la dynastie Yuan. Il renforce la tutelle mongole sur le Tibet en s'appuyant sur la lignée sakyapa,.
Selon Warren W. Smith, les relations du Tibet avec la dynastie Yuan lui évitèrent d'être conquis et permirent la promotion du bouddhisme tibétain.

## Le Tibet sous la domination des Yuan

Billet de banque de la dynastie Yuan de 1287, comportant caractères han et écriture phags-pa,.

### Mise place d'une administration centralisée
Kubilaï met en place une organisation administrative centralisée pour unifier principautés religieuses et laïques. À Sakya, siège un chef administratif et militaire, le gouverneur (peuntchen ou pönchen), dont la juridiction s'étend sur les provinces de l'U et du Tsang. Les provinces de l'Amdo et du Kham sont elles aussi pourvues d'un peuntchen. Chaque peuntchen est subordonné au tuteur ou précepteur impérial ou dishi (帝师, dìshī) qui est nommé par l'empereur et qui siège à Khanbalik (capitale de la dynastie Yuan, aujourd'hui Pékin). À partir de 1268, un conseil général (en) (宣政院, xuānzhèngyuàn) administre les affaires religieuses et séculières du Tibet sous la houlette du dishi, généralement un membre du clan Kheum qui dirige la lignée sakyapa. Au dishi, sont subordonnés treize myriarques ou tripeun disposant chacun d'une région militaire. Ils sont nommés parmi les familles nobles ou parmi les lignées religieuses. Le U et le Tsang sont divisés en 13 myriarchies ou trikkor tchousoum, qui doivent chacune verser un tribut aux Mongols et leur fournir des soldats. Les monastères de la principauté sakyapa en sont exemptés,. « En 1271, quand les Mongols instaurent la dynastie des Yuan, le Tibet des Sakyapa est donc une des dépendances théoriques du nouvel empire ».
La première mesure administrative prise par les Mongols est un recensement couvrant le Tibet central (le Tibet oriental et la presque totalité du Tibet occidental étant exclus). La deuxième mesure est l'instauration d'un service postal permettant au gouvernement impérial à Pékin de recevoir des nouvelles en temps opportun et de transmettre rapidement ses ordres au Tibet : 24 relais sont créés depuis la frontière chinoise jusqu'à Sakya. Ces mesures et d'autres concernant les impositions et les milices, sont instaurées en 1268-1269. Les Yuan instaurent également l'usage du calendrier et des lois qui prévalent dans l'ensemble des provinces chinoises. Il interviennent directement dans les grandes décisions administratives comme la nomination et le renvoi des hauts fonctionnaires. « Une nouvelle phase d'unification commence ».

### Instauration de la régence sakyapa
Le moine tibétain Drogön Chögyal Phagpa (1235-1280), chef de l'école sakyapa, rejoint la cour mongole de Kubilaï Khan et devient le précepteur spirituel de ce dernier. Kubilaï le nomme régent (dishi) de la région et lui donne le « pouvoir de régence sur les treize myriarchies du Tibet ». Drogön Chögyal Phagpa assure alors le « gouvernement religieux et temporel du Tibet ».
Phagpa est un des deux principaux acteurs de la relation « maître religieux-protecteur laïc », dite chö-yon, entre les Tibétains et les Mongols. Les rapports entre l'empereur et le moine seront délicats. En vertu de cette relation, Phagpa estime être davantage qu'une potiche mise sur le trône du Tibet central. Il exige ainsi que Kubilaï soit assis un degré plus bas que lui lorsqu'il dispense ses enseignements en privé à l'empereur, quitte à ce que lui-même soit assis un degré plus bas que son protecteur dans les autres contextes.
À la demande de Kubilaï de disposer, pour la communication universelle de l'empire, d'une écriture officielle pouvant servir à la fois à la langue mongole et à la langue chinoise, il crée l'écriture phags-pa, fondée sur l'écriture tibétaine,. Cette écriture, dont l'usage sera rendu obligatoire dans les documents officiels dès le deuxième mois de 1269, finira par tomber en désuétude et se limitera aux sceaux des religieux après la fin de la dynastie Yuan en 1368. Au même moment, dans l'empire, se développe l'écriture Han'er, qui fait appel à des caractères chinois pour l'écriture de la langue mongole et se trouve utilisée elle aussi dans les écrits impériaux, lois et autres documents officiels.
En 1270, Phagpa crée à Khanbalik (Pékin), le temple Dahuguo Renwang (大护国仁王寺, dàhùguó rénwáng sì), environ à l'emplacement actuel du temple Zhenjue (temple des cinq pagodes), où est pratiquée cette branche du bouddhisme vajrayāna (aujourd'hui, c'est le culte gelugpa qui y est pratiqué),.
Selon Melvyn Goldstein, si l'historiographie chinoise contemporaine considère cette période comme celle où le Tibet fit, pour la première fois, partie de la Chine, les nationalistes tibétains en revanche reconnaissent uniquement que le Tibet, comme la Chine, a été soumis par les Mongols et incorporé à l'Empire mongol ayant pour centre la Chine.
Dans l'ouvrage Le Tibet est-il chinois ?, les auteurs affirment que si le Tibet se soumit à l'empire mongol et qu'il fut gouverné, en majeure partie, par la branche de l’empire mongol qui s’établit en Chine, l'histoire dynastique de l'empire Yuan (c'est-à-dire le Yuan Shi, écrit la première année de la dynastie Ming par Song Lian) exclut les territoires tibétains de la Chine,.

### Relation de«maître spirituel»à«protecteur laïc»

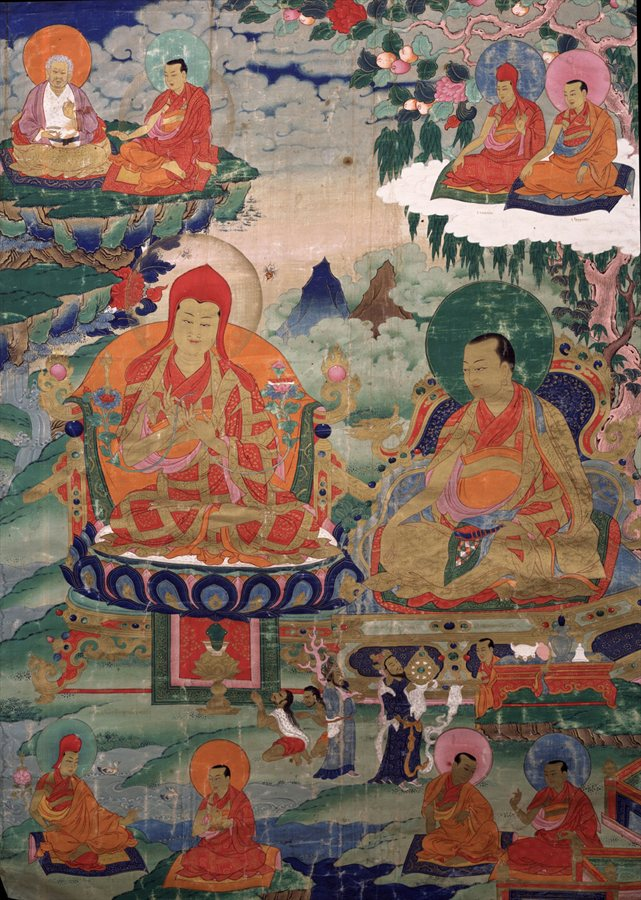
Sakya Pandita et son neveu Drogön Chögyal Phagpa, thangka tibétaine du XVIIIe siècle conservée au Rubin Museum of Art.

Selon Michael van Walt van Praag, le lien du Tibet à l'Empire mongol n'était pas de nature féodale, car il ne comportait pas d'élément de supériorité et de subordination caractéristique de la relation d'un suzerain à son vassal. Bien que le Tibet fût lié à l'empire mongol, ce lien procédait non pas d'une simple soumission à la domination mongole, mais d'une combinaison de relations religieuses, culturelles, raciales et politiques propres à cet empire.
La tibétologue Katia Buffetrille caractérise les relations entre la Mongolie et le Tibet comme des liens entre un « maître spirituel et un protecteur laïc » où le maître donne enseignements et initiations, et le laïc assure sa protection et fait des dons. Ce concept n'est pas compris de la même manière par les deux puissances. Pour les Tibétains le protecteur et le maître religieux sont égaux. L'un apporte une protection spirituelle et l'autre assure ce rôle de mécène .
L'ethnologue des religions Philippe Cornu précise que Sakya Pandita devint le maître spirituel de Godan Khan. De même Chögyal Phagpa sera le « maître impérial » du grand Khan et recevra en retour le gouvernement du Tibet. « Cette relation particulière de maître à disciple permettra au Tibet de préserver son indépendance tout en bénéficiant de la protection des chefs mongols pendant un siècle. ».
Le poète Jean Dif, qui a voyagé en région autonome du Tibet et dans des régions tibétaines, indique que l'empereur mongol protège le Tibet et en contrepartie le clergé tibétain assure le « pouvoir spirituel » sur l'ensemble de l'empire. Les Tibetains jouissent d'une « large autonomie ».

### Fin du règne des Sakyapa sur le Tibet
Les sakyapa régnèrent sur le Tibet pendant environ un siècle jusqu'à ce qu'ils soient renversés par un de leurs gouverneurs, Changchub Gyaltsen, en 1358. La dynastie Yuan était alors trop faible pour inverser le cours des événements. Dix ans plus tard, elle est à son tour renversée du pouvoir central chinois, et remplacée par une dynastie gouvernée par l'ethnie Han, la dynastie Ming.
La Tibet passe ensuite dans la Période Phagmodrupa.